# 웨스트코스트 블루스
웨스트코스트 블루스(West Coast blues)는 블루스의 한 형태이다. 텍사스 블루스로부터 유래했으며, 점프 블루스와 재즈의 영향을 받았다. 강한 소리와 화려한 기타 연주가 매우 좋다.